# Петров, Алексей Владимирович (историк)
Алексе́й Влади́мирович Петро́в (род. 9 июля 1962, Ленинград, СССР) — российский историк, профессор Санкт-Петербургской духовной академии. Доктор исторических наук (2005).

## Биография
Мать — Э. А. Рамзина (1931 г.р.), драматическая актриса, кандидат искусствоведения, доцент кафедры сценической речи Санкт-Петербургского государственного университета культуры и искусств, писательница.
Отец — Владимир Владимирович Петров (1925—2006), заслуженный артист РСФСР, актёр Александринского театра Петербурга.
В 1979 г. поступил, а в 1984 г. окончил Исторический факультет Санкт-Петербургского государственного университета.
С 1 сентября 1984 года по настоящее время преподает на кафедре истории России с древнейших времён до XX века Исторического факультета (с 2014 — Института истории) СПбГУ (до 1990 г. — кафедра истории СССР, в 1997—2003 гг. — кафедра Русской истории). В 1984—1991 гг. являлся ассистентом, в 1991 г. был избран по конкурсу старшим преподавателем, в 1994 г. — доцентом, в 2007 г. — профессором данной кафедры.
21 ноября 1990 года присуждена ученая степень кандидата исторических наук.
20 декабря 1995 года присвоено ученое звание доцента по кафедре истории России.
18 февраля 2005 года присуждена ученая степень доктора исторических наук. Монография «От язычества к Святой Руси. Новгородские усобицы (к изучению древнерусского вечевого уклада)» [СПб., 2003] — докторская диссертация А. В. Петрова. В ней новгородские усобицы служат способом изучения общественного и политического строя вечевого Новгорода и осмысливаются в общем русле движения древней Руси от язычества к христианству.
27 июля 2022 года присвоено ученое звание профессора.
В СПбДА преподаёт с 2009 г., куда в 2020 году перешёл, как на основное место работы, будучи избран профессором кафедры Церковной истории.

## Научная деятельность
В течение своей преподавательской деятельности проводил семинарские и практические занятия со студентами и аспирантами и читал лекционные курсы: «Основные проблемы отечественной истории в современной историографии», «Искусство и духовная жизнь русского средневековья», «История Русской Церкви», «История России до XIX в.», «История вечевого Новгорода», «Религиозное сектантство в России», «Актуальные проблемы Церковной истории», «Методика написания научной работы», а также руководил написанием курсовых и выпускных квалификационных работ.
Как исследователь специализируется в области истории и культуры русского средневековья, истории Русской Церкви.
В связи с 60-летием ученики и коллеги опубликовали в честь А. В. Петрова номер научного журнала «Палеоросия. Древняя Русь: во времени, в личностях, в идеях».
Опубликовал свыше 100 научных, научно-популярных и учебно-методических работ.
Диссертации, защищённые под научным руководством профессора А. В. Петрова:
- Ропакова Е. Н. Уездные приходы Санкт-Петербургской епархии во второй половине XIX века. — Диссертация на соискание учёной степени кандидата исторических наук. СПбГУ, 2009 [Специальность 07.00.02 — Отечественная история].
- Круглова А. Р. Золотошвейное рукоделие великокняжеских и царских мастерских XV—XVI вв. — Диссертация на соискание учёной степени кандидата исторических наук. СПбГУ, 2009 [Специальность 07.00.02 — Отечественная история].
- Кибинь А. С. Верхнее Понеманье в политической, социокультурной и этнической истории славян и балтов VIII—XIII вв. — Диссертация на соискание учёной степени кандидата исторических наук. СПбГУ, 2009 [Специальность 07.00.03 — Всеобщая история (история средних веков)].
- Костромин К. А. Церковные связи Древней Руси с Западной Европой (до середины XII в.). — Диссертация на соискание учёной степени кандидата исторических наук. СПбГУ, 2011 [Специальность 07.00.02 — Отечественная история].
- Ляховицкий Е. А. Стоглавый собор и общественное сознание Руси XVI века. — Диссертация на соискание учёной степени кандидата исторических наук. СПбГУ, 2012 [Специальность 07.00.02 — Отечественная история].